# Chiloscyphus trichocoleoides
Chiloscyphus trichocoleoides là một loài Rêu trong họ Lophocoleaceae. Loài này được Glenny, J.J. Engel & He-Nygrén mô tả khoa học đầu tiên năm 2009.